# Tobo-Wélétéon
Pour les articles homonymes, voir Tobo.
Ne doit pas être confondu avec Tobo-Tankori.
Tobo-Wélétéon est une commune rurale située dans le département de Gbomblora de la province du Poni dans la région Sud-Ouest au Burkina Faso.

## Santé et éducation
Le centre de soins le plus proche de Tobo-Wélétéon est le centre de santé et de promotion sociale (CSPS) de Tobo-Tankori tandis que le centre hospitalier régional (CHR) de la province se trouve à Gaoua.